# Balance de nitrógeno
El balance de nitrógeno es una medida de la entrada de nitrógeno menos la salida de nitrógeno.
{\displaystyle {\text{ Balance de nitrógeno = Ingesta de nitrógeno - Pérdida de nitrógeno }}}
Las fuentes de ingesta de nitrógeno incluyen carne, lácteos, huevos, nueces y legumbres, granos y cereales. Los ejemplos de pérdidas de nitrógeno incluyen orina, heces, sudor, cabello y piel. 
El nitrógeno ureico en sangre se puede usar para estimar el balance de nitrógeno, al igual que la concentración de urea en la orina. 

## Equilibrio de nitrógeno y metabolismo de proteínas
El nitrógeno es un componente fundamental de los aminoácidos, que son los componentes moleculares de la proteína. Por lo tanto, la medición de las entradas y pérdidas de nitrógeno se puede utilizar para estudiar el metabolismo de las proteínas.
El balance positivo de nitrógeno se asocia con periodos de crecimiento, hipotiroidismo, reparación de tejidos y embarazo. Esto significa que la ingesta de nitrógeno en el cuerpo es mayor que la pérdida de nitrógeno del cuerpo, por lo que hay un aumento en el conjunto total de proteínas del cuerpo. 
El balance negativo de nitrógeno se asocia con quemaduras, lesiones graves en los tejidos, fiebres, hipertiroidismo, enfermedades causadas por el desgaste y durante los períodos de ayuno. Esto significa que la cantidad de nitrógeno excretado del cuerpo es mayor que la cantidad de nitrógeno ingerido. Se puede utilizar un balance de nitrógeno negativo como parte de una evaluación clínica de la desnutrición.
El balance de nitrógeno es el método tradicional para determinar los requerimientos de proteínas en la dieta. La determinación de los requerimientos de proteínas en la dieta utilizando el balance de nitrógeno requiere que todas las entradas y pérdidas de nitrógeno se recolecten cuidadosamente, para garantizar que se tenga en cuenta todo el intercambio de nitrógeno. Para controlar las entradas y pérdidas de nitrógeno, los estudios de balance de nitrógeno generalmente requieren que los participantes consuman dietas muy específicas (por lo que se conoce la ingesta total de nitrógeno) y permanecen en la ubicación del estudio durante la duración del estudio (para recopilar todas las pérdidas de nitrógeno). Debido a estas condiciones, puede ser difícil estudiar los requerimientos de proteínas en la dieta de ciertas poblaciones utilizando la técnica de balance de nitrógeno (por ejemplo, niños).
El nitrógeno dietético, proveniente de proteínas metabolizantes y otros compuestos que contienen nitrógeno, se ha relacionado con cambios en la evolución del genoma. Las especies que obtienen principalmente energía del metabolismo de compuestos ricos en nitrógeno usan más nitrógeno en su ADN que las especies que principalmente descomponen los carbohidratos para obtener su energía. El nitrógeno dietético altera el sesgo del codón y la composición del genoma en microorganismos parásitos.